# 곤 홈
곤 홈(Gone Home)은 더 풀브라이트 컴퍼니에서 개발하고 출시한 1인칭 탐험 비디오 게임이다. 곤 홈은 2013년 8월 윈도우, OS X 및 리눅스 컴퓨터용으로 처음 출시되었으며, 이어서 2016년 1월 플레이스테이션 4 및 엑스박스 원용 콘솔, 2018년 9월 닌텐도 스위치, 2018년 12월 iOS용으로 출시되었다.
1995년을 배경으로 한 곤 홈에서는 플레이어가 해외에서 오레곤 시골 가족의 집으로 돌아와 현재 가족이 없고 집이 비어 있는 것을 발견한 젊은 여성의 역할을 맡게 되어 그녀가 최근 사건을 정리하게 된다. 곤 홈은 많은 상호작용 기능을 제공하지 않지만 대신 플레이어가 자신의 속도로 집을 탐색하고 다양한 방에 남아 있는 항목, 일지 및 기타 항목을 조사하여 무슨 일이 일어났는지 확인하도록 한다. 이전에 빅쇼크 2(BioShock 2: Minerva's Den)를 작업한 적이 있는 풀브라이트 팀은 해당 게임의 개념과 아이디어를 사용하여 플레이어가 집을 검색하여 비선형 진행 방식으로 내레이션을 발견하도록 하는 탐색 게임을 제작했다.
곤 홈은 출시 당시 일반적으로 긍정적인 평가를 받았다.

## 평가
| 통합 점수           | 통합 점수                         |
| 통합사              | 점수                              |
| ------------------- | --------------------------------- |
| 메타크리틱          | PC: 86/100 PS4: 85/100 NS: 88/100 |
| 오픈크리틱          | 85/100 76% Critics Recommend      |
| 평론 점수           |                                   |
| 평론사              | 점수                              |
| 어드벤처 게이머즈   | 4.5/5                             |
| 에지                | 9/10                              |
| 유로게이머          | 6/10                              |
| 게임 인포머         | 8.5/10                            |
| 게임스팟            | 9.5/10                            |
| 자이언트 밤         | 5/5                               |
| IGN                 | 9.5/10                            |
| PC 게이머 (US)      | 85/100                            |
| 폴리곤              | 10/10                             |
| Financial Post      | 10/10                             |
| The Daily Telegraph | 4/5                               |

| 수상    | 수상                    |
| 평론사  | 수상                    |
| ------- | ----------------------- |
| BAFTA   | Best Debut Game (2013)  |
| Polygon | Game of the Year (2013) |